# Bujakan
Bujakan ou Buzhakan (en arménien Բուժական) est une communauté rurale du marz de Kotayk, en Arménie. Elle compte 1 667 habitants en 2008.